# 로자예

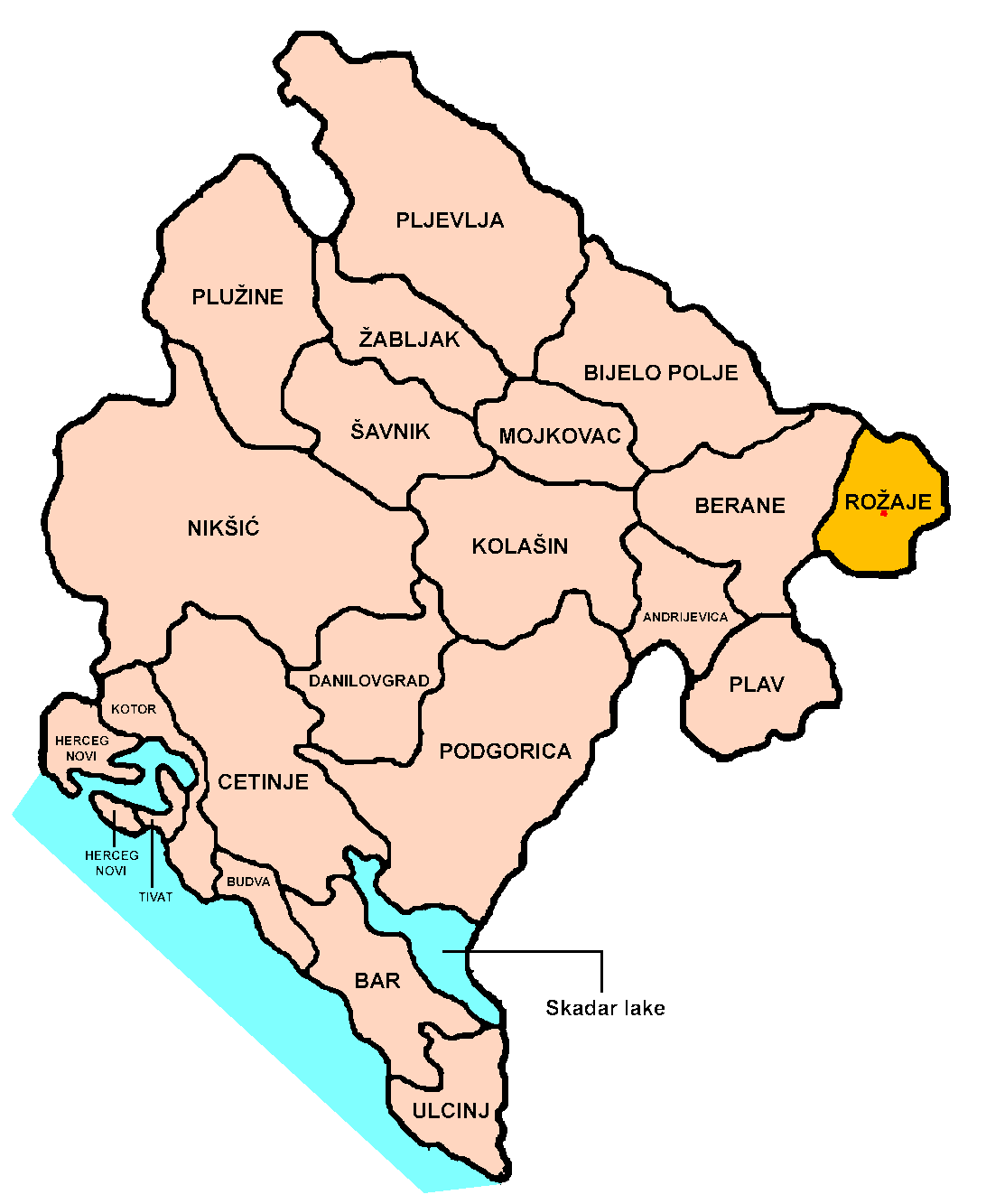
로자예의 위치

로자예(몬테네그로어: Рожаје, Rožaje)는 몬테네그로 북동부에 위치한 도시로, 면적은 432km2, 도시 인구는 9,121명(2003년 인구 조사 기준), 인구밀도는 53명/km2, 지방 자치체 인구는 22,693명(2003년 인구 조사 기준)이며 지리적으로는 산자크 지방에 속한다.

시 문장

## 인구
로자예 인구:
- 1981년 3월 3일 - 7,336명
- 1991년 3월 3일 - 8,828명
- 2003년 11월 1일 - 9,121명

민족 분포 (2003년 인구 조사 기준):
- 보스니아인: 18,628명 (82.08%)
- 무슬림: 1,510명 (6.65%)
- 알바니아인: 1,008명 (4.44%)
- 세르비아인: 904명 (3.98%)
- 몬테네그로인: 440명 (1.93%)
- 그 외의 민족: 150명 (0.69%)
- 어느 민족에 속하지 않음: 53명 (0.23%)